# Josep Mach i Escriu
Josep Mach i Escriu (Barcelona, 1810 — Saragossa, 1885) va ser un escriptor religiós jesuïta català. El 3 de març de 1825, va ingressar a l'ordre de la Companyia de Jesús. Va ser missioner a Galícia on dirigí la Missió de la Corunya. L'any 1880 es va traslladar a Saragossa. Va escriure principalment sobre temàtica religiosa com obres ascètiques i devocionaris. Les seves tres primeres obres van ser escrites en català, tanmateix l'obra que el feu conegut va ser Áncora de salvación (1854) del qual se'n feren més de seixanta edicions en vida; aquesta obra ha estat traduïda al francès, italià basc i portuguès. Va compondre els devocionaris populars Gozos del Beato P. Claver i Gozos de los Santos martires de Japon. Durant la seva estada a les Filipines, algunes de les seves obres van ser traduïdes a diferents llengües locals del país.

## Obres
- Prácticas cristianas (1851, set edicions en vida)
- Mina riquíssima de gràcies e indulgències... (1852, tres edicions)
- Norma de vida cristiana […] a mas de moltas oracions anyadidas se trovaran en aquesta edició un nou Via-Crucis, meditacions para contemplar lo sant rosari, una novena de animas y los hymnes y contichs mes usuals (Barcelona, 1853)
- Áncora de salvación (Barcelona, 1854)
- Novena de animas (1855, en català)
- Tesoro del sacerdote (1861)
- Maná del Sacerdote o colección de oraciones, exámenes, meditaciones y suaves industrias no menos abundantes que oportunas para la sanctificación del Eclesiástico (Barcelona, 1863, sis edicions)
- El dia feliz ó recuerdo de la primera comunión (Barcelona, 1866)
- Visitas al Ssmo. Sacramento (1882)
- Visitas á San José... (Barcelona, 1882)
- Tesoro del catequista... (Barcelona, 1882)
- Libro de la Mision (Barcelona, 1882)
- Ramillete espiritual para la juventud o devoto de S. Luis de Gonzaga (1886)
- Afectos á la Pasion de Christo